# Jesús Emilio Ramírez González
Jesús Emilio Ramírez González (1904-1981) fue un geofísico y sismólogo colombiano. 

## Biografía
Nacido en Yolombó, Antioquia, obtuvo un maestría (1931) y doctorado y (1939) en la Universidad de San Luis (Estados Unidos). Con el meteorólogo español Simón Sarasola él cofundó la Instituto Geofísico de los Andes Colombianos y fue su director durante 38 años. La Sismología en Colombia se inició con el regreso al país del padre Jesús Emilio Ramírez, en el año 1940. Su tesis doctoral, que presentó en la Universidad de Saint Louis en Estados Unidos, tuvo que ver, entre otros temas, con la posibilidad de detectar huracanes con los sismógrafos. En esa época decidió fundar el Instituto Geofísico de los Andes Colombianos, adscrito a la Universidad Javeriana que pudo materializar unos años después. A su regreso, el padre Ramírez colaboró en la organización y celebración del Año Geofísico Internacional en 1958. La aparición de este instituto fue un hecho muy importante a nivel continental y fue además el primer paso para la difusión del interés por la Sismología en el país.

## Homenaje
El Planetario de Medellín Jesús Emilio Ramírez González fue nombrado en su honor.